# Вставний насос
Насос вставний (рос. насос вставной; англ. insert(ed) pump; нім. Gestängetiefpumpe f, Insertpumpe f) — насос штанговий, який опускається і піднімається із свердловини в зібраному вигляді за допомогою колони насосних штанг, а його циліндр фіксується замком в насосно-компресорних трубах, тобто в зібраному вигляді вставляється в трубах.